# 洛雷托魮脂鯉
洛雷托魮脂鯉，中文俗名红尾幽灵灯，為輻鰭魚綱脂鯉目脂鯉亞目脂鯉科的其中一個種，為熱帶淡水魚，分布於南美洲秘魯亞馬遜河上游流域，體長可達2.4公分，棲息在底中層水域，生活習性不明，可作為觀賞魚。

## 扩展阅读
- 維基物種上的相關：洛雷托魮脂鯉